# Hemimycena subglobispora
Hemimycena subglobispora är en svampart som beskrevs av Aronsen 1992. Enligt Catalogue of Life ingår Hemimycena subglobispora i släktet Hemimycena,  och familjen Mycenaceae, men enligt Dyntaxa är tillhörigheten istället släktet Hemimycena,  och familjen Chromocyphellaceae. Artens status i Sverige är: Ej påträffad. Inga underarter finns listade i Catalogue of Life.